# حاتم قلعه
 حاتم قلعه ، روستایی است از توابع بخش لطف‌آباد و در شهرستان درگز استان خراسان رضوی که در نقطه صفر مرزی با کشور ترکمنستان در دشتی پهناور در مسیر رودخانه دائمی بارسو(زنگلانلو) که از کوه‌های هزارمسجد سرچشمه می‌گیرد. شغل مردم حاتم قلعه بیشتر دامداری و کشاورزی می‌باشد که در چند سال اخیر باغ‌داری نیز روزی بخش سفره مردم زحمت کش این روستا گردیده است. روستای حاتم قلعه زمینه‌ای ترک نشین دارد اما در حال حاضر انواع اقوام: ترک، سیستانی، فارس، کرد و ... در کنار هم زندگی می‌کنند و پشت به پشت هم برای آبادی روستایشان می‌کوشند.
قابل ذکر است ک باوجود مهاجرت‌های پرشمار و گسترش شهرنشینی، حاتم قلعه همچنان دومین روستای پرجمعیت شهرستان درگز می‌باشد.

## جمعیت
این روستا در دهستان دیباج قرار داشته و بر اساس سرشماری سال ۱۳۸۵ جمعیت آن (۲۵۱خانوار) ۹۳۰نفر 
بوده‌است.

## منبع
1. «: کمیته تخصصی نام نگاری و یکسان‌سازی نام‌های جغرافیایی ایران :». بایگانی‌شده از اصلی در ۲۹ اوت ۲۰۱۱. دریافت‌شده در ۱۹ ژوئیه ۲۰۱۱.
2. ↑  «درگاه ملی آمار». بایگانی‌شده از اصلی در ۸ اکتبر ۲۰۰۷. دریافت‌شده در ۵ ژوئیه ۲۰۰۸.